# Palm Coast
Palm Coast är en stad (city) i Flagler County, i delstaten Florida, USA. Enligt United States Census Bureau har staden en folkmängd på 76 499 invånare (2011) och en landarea på 233 km².